# Скальпель

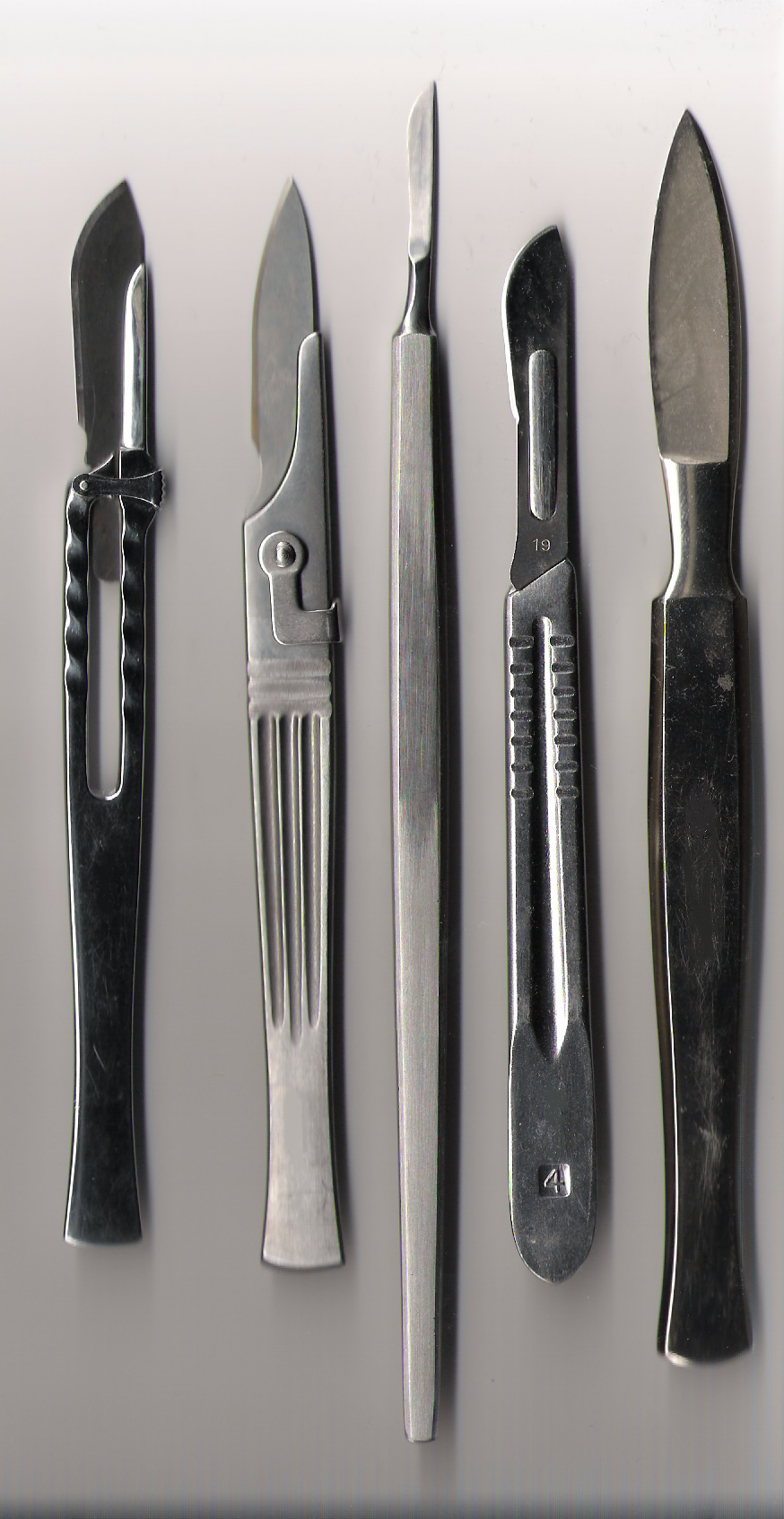
Різновиди скальпелів, зліва направо: черевцевий із знімним лезом, гострокінцевий із знімним лезом, офтальмологічний, черевцевий із притупленим кінцем і знімним лезом, ланцетоподібний багаторазового використання

Скальпель (від лат. scalpellum) — це загальний різальний хірургічний інструмент, що використовують для гострого роз'єднання невеликих ділянок тканин під час виконання оперативного втручання.
Належить до підгрупи інструментів для роз'єднання тканин.
Згідно з історичними даними в минулому тисячолітті, до появи скальпеля, найпопулярнішим різальним інструментом був ланцет (від лат. lancea — спис). Чому відбувся перехід до скальпеля, достеменно стверджувати важко, однак останній інструмент легший, зручніший, тонший, контрольованіший.
Якщо порівнювати будову скальпеля та ланцета, принципи ті ж. Однак в скальпеля легша та плоска ручка, специфічне загострення леза.

## Будова
Скальпель складається з поверхні, що ріже — леза, та ручки для утримання та управління точністю процесу розтинання. Лезо здебільшого загострене тільки з однієї сторони. Ручка «сплеснута» в одній площині з лезом. Для зручності, на сучасному етапі, ручку роблять рельєфною, що полегшує утримання інструменту в руці хірурга.

## Склад
Виготовляють цей інструмент із високоякісної нержавіючої сталі. Деякі види скальпелів та одноразових лез покривають зверху дорогоцінними металами. В окремих випадках, на різальну поверхню напилюють інші природні матеріали, наприклад алмазний пил.
Одноразові скальпелі можуть виготовляти з комбінованих сплавів та синтетичних матеріалів, так як вимоги щодо вологостійкості та твердості набагато нижчі, це дозволяє здешевити вартість виготовлення в десятки разів у порівнянні із багаторазовими скальпелями.

## Види скальпелів
Скальпелі за використанням:
- одноразові
- багаторазові

За особливістю будови:
- черевцевий
- прямий
- гострокінцеві:
  - ланцетоподібний
  - ввігнутий («гачок», «ніс»)
  - косий
- офтальмологічний
- зі змінним лезом

Також, в сучасних умовах, до скальпелів належать лазерні скальпелі та ультразвукові скальпелі, котрі з технічної точки зору не мають нічого спільного із класичним інструментом. Лазерні скальпелі не набули особливого розповсюдження через високу вартість та складнощі технічного обслуговування.

## Етимологія
Українське «скальпель» походить (ймовірно, через нім. Skalpell) від лат. scalpellum — «зменшений, вкорочений ножик». Це слово є похідним від scalpo — «дряпаю», «скребу», «вирізую» (пор. праслов. *skala, *sčelь — «скалка», «щіль») і не зв'язане за походженням зі співзвучним словом «скальп».